# Hưng Long, Thành phố Hồ Chí Minh
Hưng Long là một xã thuộc Thành phố Hồ Chí Minh, Việt Nam.

## Địa lý
Xã Hưng Long nằm ở phía nam huyện Bình Chánh, có vị trí địa lý:
- Phía đông giáp xã Đa Phước và xã Qui Đức
- Phía tây giáp xã Tân Quý Tây và xã An Phú Tây
- Phía nam giáp tỉnh Long An và xã Qui Đức
- Phía bắc giáp xã Phong Phú và Quận 8.

Xã có diện tích 12,97 km², dân số năm 2023 là 30.073 người,  mật độ dân số đạt 4.087 người/km².

## Lịch sử
Dưới thời Pháp thuộc, Hưng Long là một làng thuộc tổng Phước Điền Thượng, quận Cần Giuộc, tỉnh Chợ Lớn. Đến thời Việt Nam Cộng hòa, tỉnh Chợ Lớn giải thể, quận Cần Giuộc thuộc tỉnh Long An; riêng ba xã Hưng Long, Qui Đức và Tân Quý Tây được sáp nhập vào quận Bình Chánh mới thành lập thuộc tỉnh Gia Định. Từ năm 1976, xã Hưng Long thuộc huyện Bình Chánh, Thành phố Hồ Chí Minh.

## Di tích
Di tích lịch sử Rạch Già tại ấp 6 xã Hưng Long đã được Ủy ban nhân dân Thành phố Hồ Chí Minh xếp hạng di tích lịch sử cấp thành phố theo Quyết định số 4344/QĐ-UBND ngày 13/10/2008.